# Глушковецкое
Глушковецкое (укр. Глушковецьке) — село в Ярмолинецком районе Хмельницкой области Украины.
Население по переписи 2001 года составляло 47 человек. Почтовый индекс — 32160. Телефонный код — 3853. Код КОАТУУ — 6825882802.

## Местный совет
32160, Хмельницкая обл., Ярмолинецкий р-н, с. Глушковцы